# Club Deportivo Berceo
El Club Deportivo Berceo es un club de fútbol de la ciudad de Logroño (La Rioja) España. Fue fundado en 1948, y juega actualmente en el grupo XVI de la Tercera Federación, destacando su potente cantera, convenida con la Real Sociedad de Fútbol.

## Historia
El club fue fundado en 1948 por Luis Santos Cordón ¨Orejas¨, jugando en su primera época en las categorías regionales de la Federación Navarra de Fútbol y ya destacando por la creación de una fuerte estructura de formación de jugadores.
En 1986 consiguieron su primer ascenso a Tercera División, encadenando 7 temporadas consecutivas en la categoría, siendo su mejor temporada la 1989-90, en la que acabaron en quinto lugar, permitiendo además que el equipo tomará parte de la edición de la temporada 1990-91 de la Copa del Rey cayendo en los penaltis frente al C. D. Mirandés en la ronda previa. En 1989 se creó un equipo filial en la 1ª Regional de La Rioja conocido como C. D. Berceo Promesas, que tras ascender a Regional Preferente de La Rioja en la primera temporada, desapareció al descender a dicha categoría el primer equipo en la temporada 1991-92.
Tras descender en la temporada 1991-92, el C. D. Berceo se convirtió en uno de los grandes dominadores de la Regional Preferente acumulando 5 títulos de liga en 12 temporadas, pero logrando el ascenso sólo en 2 ocasiones. En la temporada 2003-04 logró el ascenso de nuevo a Tercera División gracias a la creación del subgrupo riojano dentro del Grupo XV, donde permaneció dos temporadas.
En la temporada 2007-08 el C. D. Berceo logró de nuevo el ascenso al finalizar subcampeón, iniciando una etapa de 6 temporadas en Tercera División.
Tras el descenso a Regional Preferente en la temporada 2013-14, el club logroñés inició un corto periplo de tres temporadas en la categoría que finalizó en la temporada 2016-17. En la temporada de su regreso equipo consiguió una más que meritoria 9.ª plaza con una gran parte de la plantilla formada por jugadores de la propia cantera verde. Desde 2017 el equipo ha militado en Tercera División, renombrada a Tercera Federación en 2021.

### Sección de balonmano
Durante bastantes años existió una sección de balonmano que finalmente desapareció.

### Sección de baloncesto
En 1969 se creó una sección de baloncesto, en cuyo debut logró el título ligero, desapareciendo años después. En un primer momento, el responsable de la sección fue el hijo del fundador y posterior alcalde de Logroño (2007-2011), Tomás Santos.

### Sección de voleibol
En 1977 se formó la sección de voleibol con dos equipos juveniles y dos sénior masculinos y femeninos. En los pocos años de existencia de la sección se lograron varios títulos ligeros y la disputa de una fase de ascenso a la 1.ª División, actualmente conocida como Superliga Femenina.

## Torneos

### Ciudad de Logroño-Luis Santos
Dentro de los actos por motivo del 25 aniversario del club se creó en 1973 el torneo juvenil Ciudad de Logroño, disputado tradicionalmente en el mes de agosto y siendo el torneo más antiguo de España de estas características.
El formato ha ido variando a lo largo de la ediciones desde el triangular inicial hasta el formato actual con seis equipos, pasando por el formato de semifinales y final. Entre los clubes que han tomado parte del torneo se encuentran la Real Sociedad de Fútbol (El club con más títulos), el Athletic Club (El club que anotó el primer gol de la historia del torneo), F.C. Barcelona y Real Madrid C. F. lo que ha dado la oportunidad de ver jugadores de la talla de Andoni Goikoetxea, David Villa o Antoine Griezmann en su etapa juvenil.

### Minicopa
En paralelo al torneo juvenil Ciudad de Logroño-Luis Santos se celebra la Minicopa donde toman parte equipos de categoría juvenil.

### Torneo Fútbol Cantera
Desde el año 2009 en el mes de mayo se celebra el Torneo Fútbol Cantera donde participan más de 800 niños entre los 5 y los 8 años.

## Uniforme
- Primera equipación: Camiseta verde, pantalón azul y medias a franjas verdes y azules.
- Segunda equipación: Camiseta naranja, pantalón negro y medias naranjas.

## Estadio
El C. D. Berceo disputa sus partidos desde 1982 en las instalaciones de La Isla, en las afueras de la ciudad de Logroño, que cuenta con una capacidad de 2.000 espectadores. Anteriormente, el equipo jugaba en el desaparecido campo de Las Chiribitas.
A finales de 2023, el C. D. Berceo anuncia que abandonaría las instalaciones de La Isla en 2024 debido a que se han vuelto insostenibles debido a la poca afluencia de público a sus piscinas, el único ingreso de las instalaciones. Así pues, a partir de la temporada 2024-25 el club jugará sus partidos como local en El Salvador, también en la localidad de Logroño.

## Palmarés
Nota: en negrita competiciones vigentes en la actualidad.
| Competición regional                  | Títulos                                      | Subcampeonatos             |
| ------------------------------------- | -------------------------------------------- | -------------------------- |
| Segunda Regional de Navarra (1/3)     | 1972-73.                                     | 1967-68, 1968-69, 1970-71. |
| Primera Regional de Navarra (1/1)     | 1982-83.                                     | 1974-75.                   |
| Regional Preferente de Navarra (0/1)  |                                              | 1984-85.                   |
| Regional Preferente de La Rioja (5/3) | 1992-93, 1997-98, 1999-00, 2001-02, 2002-03. | 1996-97, 2007-08, 2016-17. |

## Datos del club
- Temporadas en Primera División: 0
- Temporadas en Segunda División: 0
- Temporadas en Primera Federación: 0
- Temporadas en Segunda Federación: 0
- Temporadas en Tercera Federación / Tercera División: 26
- Mejor puesto en la liga: 5.º en Tercera División de España (temporada 1989-90)

## Trayectoria

### Histórico de temporadas
| Temporada | División     | Puesto |
| --------- | ------------ | ------ |
| 1956-57   | 2.ª Regional | 2.º    |
| 1957-58   | 1.ª Regional | 4.º    |
| 1958-59   | 1.ª Regional | 7.º    |
| 1959-60   | 1.ª Regional | 10.º   |
| 1960-61   | 1.ª Regional | 12.º   |
| 1961-62   | 1.ª Regional | 11.º   |
| 1962-63   | 1.ª Regional | 9.º    |
| 1963-64   | 1.ª Regional | 6.º    |
| 1964-65   | 1.ª Regional | 6.º    |
| 1965-66   | 1.ª Regional | 11.º   |
| 1966-67   | 1.ª Regional | 11.º   |
| 1967-68   | 2.ª Regional | 2.º    |
| 1968-69   | 2.ª Regional | 2.º    |
| 1969-70   | 1.ª Regional | 16.º   |
| 1970-71   | 2.ª Regional | 2.º    |
| 1971-72   | 2.ª Regional | 3.º    |
| 1972-73   | 2.ª Regional | 1.º    |
| 1973-74   | 1.ª Regional | 19.º   |
| 1974-75   | 1.ª Regional | 2.º    |
| 1975-76   | 1.ª Regional | 5.º    |

| Temporada | División       | Puesto | Copa del Rey |
| --------- | -------------- | ------ | ------------ |
| 1976-77   | 1.ª Regional   | 10.º   |              |
| 1977-78   | 1.ª Regional   | 5.º    |              |
| 1978-79   | 1.ª Regional   | 10.º   |              |
| 1979-80   | 1.ª Regional   | 4.º    |              |
| 1980-81   | 1.ª Regional   | 4.º    |              |
| 1981-82   | 1.ª Regional   | 3.º    |              |
| 1982-83   | 1.ª Regional   | 1.º    |              |
| 1983-84   | Pref. Navarra  | 3.º    |              |
| 1984-85   | Pref. Navarra  | 2.º    |              |
| 1985-86   | 3.ª (Grupo IV) | 16.º   |              |
| 1986-87   | 3.ª (Grupo XV) | 11.º   |              |
| 1987-88   | 3.ª (Grupo XV) | 12.º   |              |
| 1988-89   | 3.ª (Grupo XV) | 13.º   |              |
| 1989-90   | 3.ª (Grupo XV) | 5.º    |              |
| 1990-91   | 3.ª (Grupo XV) | 10.º   | Ronda Previa |
| 1991-92   | 3.ª (Grupo XV) | 18.º   |              |
| 1992-93   | Preferente     | 1.º    |              |
| 1993-94   | 3.ª (Grupo XV) | 20.º   |              |
| 1994-95   | Preferente     | 3.º    |              |
| 1995-96   | Preferente     | 7.º    |              |

| Temporada | División        | Puesto |
| --------- | --------------- | ------ |
| 1996-97   | Preferente      | 2.º    |
| 1997-98   | Preferente      | 1.º    |
| 1998-99   | 3.ª (Grupo XV)  | 18.º   |
| 1999-00   | Preferente      | 1.º    |
| 2000-01   | Preferente      | 5.º    |
| 2001-02   | Preferente      | 1.º    |
| 2002-03   | Preferente      | 1.º    |
| 2003-04   | Preferente      | 10.º   |
| 2004-05   | 3.ª (Grupo XVb) | 11.º   |
| 2005-06   | 3.ª (Grupo XVb) | 15.º   |
| 2006-07   | Preferente      | 4.º    |
| 2007-08   | Preferente      | 2.º    |
| 2008-09   | 3.ª (Grupo XVI) | 11.º   |
| 2009-10   | 3.ª (Grupo XVI) | 13.º   |
| 2010-11   | 3.ª (Grupo XVI) | 14.º   |
| 2011-12   | 3.ª (Grupo XVI) | 15.º   |
| 2012-13   | 3.ª (Grupo XVI) | 13.º   |
| 2013-14   | 3.ª (Grupo XVI) | 19.º   |
| 2014-15   | Preferente      | 6.º    |
| 2015-16   | Preferente      | 5.º    |

| Temporada | División        | Puesto |
| --------- | --------------- | ------ |
| 2016-17   | Preferente      | 2.º    |
| 2017-18   | 3.ª (Grupo XVI) | 9.º    |
| 2018-19   | 3.ª (Grupo XVI) | 14.º   |
| 2019-20   | 3.ª (Grupo XVI) | 12.º   |
| 2020-21   | 3.ª (Grupo XVI) | 15.º   |

| Temporada | División             | Puesto |
| --------- | -------------------- | ------ |
| 2021-22   | 3.ª RFEF (Grupo XVI) | 12.º   |
| 2022-23   | 3.ª Fed. (Grupo XVI) | 12.º   |
| 2023-24   | 3.ª Fed. (Grupo XVI) | 9.º    |
| 2024-25   | 3.ª Fed. (Grupo XVI) | 11.º   |
| 2025-26   | 3.ª Fed. (Grupo XVI) |        |

```
LEYENDA

 :Ascenso de categoría

 :Descenso de categoría
```

### Participaciones en Copa del Rey
| Temporada | Ronda     | Rival          | Ida | Vuelta | Global |  |
| --------- | --------- | -------------- | --- | ------ | ------ |  |
| 1990-91   | 1.ª Ronda | C. D. Mirandés | 1-2 | 0-1    | 2-2    |  |

### Participaciones en playoffs de ascenso
| Temporada | Liga                | Ronda            | Rival                    | Ida | Vuelta | Global |  | Ascenso |
| --------- | ------------------- | ---------------- | ------------------------ | --- | ------ | ------ |  | ------- |
| 1956-57   | 2.ª Regional        | Octavos de final | Miranda F. C.            | 4-1 | 4-1    | 5-5    |  |         |
| 1956-57   | 2.ª Regional        | Cuartos de final | C. D. Burle              | 2-0 | 1-1    | 3-1    |  |         |
| 1956-57   | 2.ª Regional        | Semifinal        | Imosa C. F.              | 4-0 | 4-1    | 5-4    |  |         |
| 1956-57   | 2.ª Regional        | Final            | C. D. Vitoria Chiqui     | 3-2 | 3-2    | 3-2    |  |         |
| 1968-69   | 2.ª Regional        | Liguilla         | C. D. Muskaria de Tudela | 1-0 | 1-0    | 2.º    |  |         |
| 1968-69   | 2.ª Regional        | Liguilla         | U. C. D. Burladés        | 4-2 | 2-0    | 2.º    |  |         |
| 1970-71   | 2.ª Regional        | Final            | C. A. Osasuna Promesas   | 0-1 | 3-2    | 2-4    |  |         |
| 1974-75   | 1.ª Regional        | Final            | C. D. Muskaria de Tudela | 1-0 | 3-0    | 1-3    |  |         |
| 1984-85   | Regional Preferente | Final            | C. D. Calatayud          | 1-2 | 1-1    | 2-3    |  |         |
| 1996-97   | Regional Preferente | Final            | C. D. Murchante          | 2-3 | 1-2    | 4-4    |  |         |
| 1997-98   | Regional Preferente | Final            | C. D. Idoya              | 0-0 | 1-2    | 2-1    |  |         |
| 2003-04   | Regional Preferente | Final            | C. C. D. Alberite        | 2-1 | 0-0    | 2-1    |  |         |

### Participaciones en promociones de permanencia
| Temporada | Liga         | Ronda             | Rival                    | Ida | Vuelta | Global |  | Descenso |
| --------- | ------------ | ----------------- | ------------------------ | --- | ------ | ------ |  | -------- |
| 1960-61   | 1.ª Regional | Final             | Peña Balsamaiso C. de F. | 3-0 | 4-0    | 3-4    |  |          |
| 1966-67   | 1.ª Regional | Semifinal         | C. D. Arnedo             | 4-1 | 2-0    | 4-3    |  |          |
| 1966-67   | 1.ª Regional | 3.er y 4.º puesto | C. A. Artajonés          | 3-0 | 6-0    | 4-3    |  |          |

## Jugadores

### Jugadores destacados
- Javier Zubillaga
- Borja Viguera
- Javi Martínez